# Campionat d'Europa de Futbol sub-21 de la UEFA 1984
El Campionat d'Europa de Futbol sub-21 1984 dura dos anys (1982-1984). La selecció d'Anglaterra es proclamà vencedora per segona vegada.

## Fase final
Disputada el 1984.
| Quarts de final - Anglaterra 6-1 França - França 0-1 Anglaterra Anglaterra guanya 7-1 en el global · - Escòcia 2-1 Iugoslàvia - Iugoslàvia 3-1 Escòcia Iugoslàvia guanya 4-3 en el global · - Albània 0-1 Itàlia - Itàlia 1-0 Albània Itàlia guanya 2-0 en el global · - Polònia 2-2 Espanya - Espanya 4-1 Polònia Espanya sub-21 guanya 4-3 en el global |  | Semi-finals - Anglaterra 3-1 Itàlia - Itàlia 1-0 Anglaterra Anglaterra guanya 3-2 en el global · - Iugoslàvia 0-1 Espanya - Espanya 2-0 Iugoslàvia Espanya guanya 3-0 en el global |  | Final - Espanya 0-1 Anglaterra - Anglaterra 2-0 Espanya Anglaterra guanya 3-0 en el global · Anglaterra campió |

## Resultat
| Guanyadors del Campionat d'Europa de Futbol sub-21 de la UEFA 1984 · Anglaterra · 2n. Títol |